# Tusuro
Tusuro (em latim: Thusurus) foi um assentamento romano da antiga província de Bizacena, na atual Tunísia, que corresponde à atual cidade de Tozeur. Desde 1933, é uma sé titular da Igreja Católica que corresponde à antiga diocese que ali existia.

## História
Tusuro, nome romano da atual Tozeur na Tunísia, é uma antiga sé episcopal da província romana de Bizacena.
São quatro os bispos documentados de Tusuro. Benato participou no concílio de Cabarsussos, realizada em 393 pelos Maximianistas, seita dissidente dos donatistas, e assinou os atos. No Concílio de Cartago de 411, que reuniu os bispos católicos e donatistas da África romana, o católico Assélico e o donatista Atão participaram. Florentino fez parte do sínodo reunido em Cartago pelo rei vândalo Hunerico em 484, em seguida da qual se vê exilado.
Atualmente Tusuro é uma sé episcopal titular, que está em sede vacante.

## Bispos
- Benato ? † (mencionado em 393) (vescovo donatista)

- Assélico † (mencionado em 411)
  - Atão † (mencionado em 411) (bispo donatista)
- Florentino † (mencionado em 484)

## Bispos titulares
- Joseph-Léon Cardijn (1965)
- Giovanni Benelli (1966 - 1977)
- Thomas Cajetan Kelly, O.P. (1977 - 1981)
- Paul Lanneau (1982 - 2017)
- Amilton Manoel da Silva (2017 - 2020)